# Entephria amplicosta
Entephria amplicosta là một loài bướm đêm trong họ Geometridae.